# Hội thẩm nhân dân
Hội thẩm nhân dân (tiếng Anh: people's assessors) là một thành phần của Hội đồng xét xử trong hệ thống toà án nhân dân cấp sơ thẩm, là đại diện của người dân tham gia vào hoạt động xét xử của Tòa án. Để qua đó nâng cao vai trò của người dân, thực hiện giám sát, tham gia, đưa ra ý kiến của mình.
Theo quy định của pháp luật Việt Nam, cùng với thẩm phán, hội thẩm nhân dân là những người đưa ra mức hình phạt cuối cùng về một bản án sơ thẩm.

## Định nghĩa
Hội thẩm nhân dân được định nghĩa là:
| “ | Người do hội đồng nhân dân bầu ra trong một thời gian nhất định cùng với thẩm phán làm nhiệm vụ xét xử các vụ án xảy ra ở địa phương. | ” |

Đồng thời, hội thẩm nhân dân là người được hội đồng nhân dân bầu theo nhiệm kỳ để cùng với thẩm phán làm nhiệm vụ xét xử các vụ án thuộc thẩm quyền của tòa án ở địa phương, là một chế định quan trọng thể hiện tính chất dân chủ trong hoạt động xét xử của các tòa án Việt Nam. Chế định này được ghi nhận trong Hiến pháp năm 1946 và tiếp tục được tái khẳng định trong các Hiến pháp năm 1959, 1980, 1992 và được cụ thể hóa trong Bộ luật Tố tụng hình sự và trong Pháp lệnh ngày 14/5/1993 về thẩm phán và hội thẩm nhân dân. Hội thẩm tham gia vào hoạt động xét xử của tòa án là biểu hiện của việc nhân dân thực hiện quyền lực của mình, tham gia trực tiếp vào quản lý công việc của nhà nước và của xã hội.

## Đặc điểm
Theo quy định của pháp luật Việt Nam, hội thẩm nhân dân mang các đặc điểm sau:
- Hội thẩm nhân dân là những người được bầu theo quy định của pháp luật.
- Hội thẩm nhân dân thực hiện nhiệm vụ xét xử những vụ án thuộc thẩm quyền của Toà án nhân dân theo phân công của Chánh án Tòa án nơi được bầu làm Hội thẩm nhân dân.
- Hội thẩm nhân dân tham gia giải quyết vụ án với tư cách là thành viên của Hội đồng xét xử và chỉ tham gia ở cấp sơ thẩm.
- Khi tham gia xét xử, Hội thẩm nhân dân độc lập và chỉ tuân theo pháp luật, Hội thẩm ngang quyền với Thẩm phán.

## Vai trò
Hội thẩm nhân dân có nhiệm vụ, quyền hạn:
- Nghiên cứu hồ sơ vụ án trước khi mở phiên tòa.
- Đề nghị Chánh án Tòa án, Thẩm phán ra các quyết định cần thiết thuộc thẩm quyền.
- Tham gia Hội đồng xét xử vụ án.
- Tiến hành các hoạt động tố tụng và ngang quyền với Thẩm phán khi biểu quyết những vấn đề thuộc thẩm quyền của Hội đồng xét xử.